# Eutelsat 8 West C
Eutelsat 8 West C (in precedenza Hot Bird 6, poi Eutelsat Hot Bird 13A) è un satellite artificiale del gruppo operante nel settore delle telecomunicazioni, con sede a Parigi, Eutelsat Communications. È impiegato per la trasmissione di canali televisivi digitali secondo lo standard DVB-S (Digital Video Broadcasting – Satellite).

## Storia
Il satellite è messo in orbita nell'agosto 2002 con un razzo Atlas V partito dalla base di lancio di Cape Canaveral (FL) negli Stati Uniti d'America. Ha rimpiazzato il precedente Hot Bird 5, posizionato anch'esso a 13° est. È il primo ad usare le frequenze sulla banda Ka per la quale dispone di 4 ripetitori (transponder) oltre ai 28 in banda Ku.
A partire dal 1º marzo 2012 l'intera flotta satellitare adotta una nuova denominazione. Tutti i satelliti del gruppo aggiungono Eutelsat al nome che contiene la propria posizione orbitale e una lettera che segue l'ordine cronologico di lancio; il satellite Hot Bird 6 diventa quindi Eutelsat Hot Bird 13A.
Eutelsat nei primi giorni di luglio 2013 sposta il satellite Eutelsat 3C, sostituito dal nuovo Eutelsat 3D, dalla posizione 3° est alla posizione 13° est e lo rinomina Eutelsat Hot Bird 13D, mentre lo stesso satellite Eutelsat Hot Bird 13A da quella posizione è a sua volta spostato a 7/8° ovest e rinominato Eutelsat 8 West C.